# Курбанов, Джахон Абдусаидович
Джахо́н Абдусаи́дович Курба́нов (род. 12 февраля 1986, Худжанд) — таджикский боксёр, представитель нескольких весовых категорий от средней до супертяжёлой. Выступает за сборную Таджикистана по боксу начиная с 2005 года, чемпион Азиатских игр, чемпион Азии, победитель и призёр турниров международного значения, участник двух летних Олимпийских игр.

## Биография
Джахон Курбанов родился 12 февраля 1986 года в городе Худжанде Согдийской области Таджикской ССР.

### Любительская карьера
Первого серьёзного успеха на взрослом международном уровне добился в сезоне 2005 года, когда вошёл в основной состав таджикской национальной сборной и побывал на чемпионате Азии в Хошимине, откуда привёз награду золотого достоинства, выигранную в зачёте средней весовой категории. Выступил и на чемпионате мира в Мяньяне, но здесь попасть в число призёров не смог, проиграв уже на предварительном этапе россиянину Матвею Коробову.
В 2006 году в полутяжёлом весе одержал победу на Азиатских играх в Дохе, стал бронзовым призёром впервые проводившегося чемпионата мира среди студентов в Алма-Ате, уступив в полуфинале казаху Ердосу Джанабергенову.
На мировом первенстве 2007 года в Чикаго остановился уже в 1/16 финала, был побеждён представителем Казахстана Еркебуланом Шыналиевым.
Благодаря череде удачных выступлений удостоился права защищать честь страны на летних Олимпийских играх 2008 года в Пекине — в категории до 81 кг благополучно прошёл первых двоих соперников по турнирной сетке, тогда как в третьем четвертьфинальном бою с Шыналиевым был дисквалифицирован. Также в этом сезоне добавил в послужной список бронзовую награду, полученную на Кубке мира в Москве.
В 2009 году поднялся в первый тяжёлый вес и выступил на чемпионате мира в Милане, где, однако, был остановлен уже в 1/16 финала.
На Азиатских играх 2010 года в Гуанчжоу завоевал бронзовую медаль.
В 2011 году стал бронзовым призёром в зачёте таджикского национального первенства, боксировал на мировом первенстве в Баку, проиграв в 1/8 финала россиянину Артуру Бетербиеву.
Находясь в числе лидеров боксёрской команды Таджикистана, Курбанов прошёл отбор на летние Олимпийские игры 2012 года в Лондоне — здесь вновь выступал в категории до 81 кг, но на сей раз потерпел поражение уже в стартовом поединке от малоизвестного тунисского боксёра.
После лондонской Олимпиады Джахон Курбанов остался в основном составе таджикской национальной сборной и продолжил принимать участие в крупнейших международных соревнованиях. Так, в 2013 году он стал серебряным призёром чемпионата Таджикистана в зачёте супертяжёлого веса, отметился победой на домашнем Мемориале Исмаила Хамзалиева, выступил на чемпионате мира в Алма-Ате.
В 2014 году в первом тяжёлом весе дошёл до четвертьфинала на Азиатских играх в Инчхоне.
В 2015 году выиграл чемпионат Таджикистана в категории до 91 кг, получил бронзу на азиатском первенстве в Бангкоке, уступив в полуфинале представителю Казахстана Василию Левиту, принял участие в мировом первенстве в Дохе.
На чемпионате Таджикистана 2016 года вновь был лучшим в первом тяжёлом весе. Пытался пройти отбор на Олимпийские игры в Рио-де-Жанейро, но на двух квалификационных турнирах выступил неудачно.
В 2017 году выиграл бронзовые медали на чемпионате Азии в Ташкенте и на Мемориале Виктора Ливенцева в Минске, где был остановлен представителем Белоруссии Сергеем Корнеевым. Побывал на чемпионате мира в Гамбурге, где был побеждён другим белорусом Владиславом Смягликовым.
На чемпионате Таджикистана 2018 года в очередной раз одолел всех оппонентов в первой тяжёлой весовой категории и тем самым завоевал награду золотого достоинства.

### Профессиональная карьера
В апреле 2006 года Курбанов попробовал себя на профессиональном уровне, но проиграл по очкам украинскому боксёру Виктору Зиновьеву (8-1).